# Google Health
Google Health (deutsch: Google Gesundheit) war ein Onlinedienst vom amerikanischen Unternehmen Google Inc., auf dem elektronische Gesundheitsakten abgelegt werden konnten. Google Health wurde seit 2006 entwickelt und wurde einem zweimonatigen Testlauf bei einem privaten Klinikbetreiber unterzogen, bevor sie offiziell im Mai 2008 startete.
Im Juni 2011 verkündete Google die Einstellung zum 1. Januar 2012 (bis zum 1. Januar 2013 konnten Nutzer noch ihre Daten löschen oder herunterladen).
Heute werden unter dem Namen „Google Health“ verschiedene Gesundheitsprodukte von Google vermarktet, wie z. B. Google Fit, FitBit oder DermAssist, eine App zum Erkennen von Hautkrankheiten.

## Kritik
Der Zugang zu den Daten ist nur mit Passwort und Benutzernamen möglich, was jedoch für sensible Patientendaten nicht ausreichend wäre. Google Health unterliegt nicht den strengen deutschen Gesundheitsdatenschutzgesetzen und da das Unternehmen Google weder ein Gesundheitsversorger noch ein Versicherungskonzern ist, wird der Dienst auch nicht vom US-Datenschutzgesetz Health Insurance Portability and Accountability Act (HIPAA) reguliert. Kritisiert wurde auch, dass ein privates Unternehmen online sehr sensible Daten von seinen Nutzern einholt und speichert.
Der IT-Chef des Children's Hospital Boston Isaac Kohane erklärte: „Wenn es keinen gesetzlichen Schutz gibt, existiert immer das Risiko, dass Daten auf eine Weise genutzt werden, die nicht im besten Sinne des Patienten sind. Dabei geht es um viel Geld“. Pam Dixon vom World Privacy Forum kritisierte: „Der Arzt hat einen Hippokratischen Eid geschworen und muss in ihrem (der Patienten) Interesse handeln. Ein börsennotiertes Unternehmen denkt vor allem an die Aktionäre“. Hartwig Meyer, Vorsitzender des Verbands für Patientenschutz, hält das Sammeln von Daten über Krankheiten im Internet für gefährlich: „Wenn es solche zentrale Sammlung über Patienten gibt, könnte das Begehrlichkeiten etwa bei Arbeitgebern und Krankenkassen wecken“.
Der Bundesdatenschützer Peter Schaar warnte vor Google Health und ähnlichen Diensten, da ein Missbrauch der Daten kaum zu verhindern wäre. Die Bundesärztekammer warnt davor, dass die Patientendaten kommerziell weiterverwendet werden könnten.

## Funktionen
Der Datenaustausch funktionierte nur mit englischsprachigen Gesundheitsdienstleistern. Benutzer konnten Informationen über ihren allgemeinen Gesundheitszustand, Allergien, Laborergebnisse und aktuelle Medikationen bei Google Health ablegen, um sie für mögliche Notfälle oder Arztbesuche verfügbar zu machen. Die Plattform nutzte diese Informationen, um ein Gesundheitsprofil des Benutzers zu entwickeln und Hinweise über mögliche Unverträglichkeiten und Risiken zusammenzustellen.
Weitere Funktionen waren:
- Zentrale Speicherung persönlicher medizinischer Daten
- Überprüfung von Medikamenten-Wechselwirkungen.
- Übernahme von Arztbriefen und Befunden von Krankenhäusern und niedergelassenen Ärzten.
- Suchfunktion für Ärzte und Krankenhäuser.

Die medizinischen Daten des Benutzers wurden anfangs nicht dazu verwendet, personenbezogene Werbung zu platzieren. Es war allerdings vorgesehen, dass externe Dienstleister gegen Bezahlung Zugriff auf bestimmte Datensätze erhalten sollten.